# Volker Messing
Volker Messing (* 30. Juli 1975) ist ein deutscher Jurist. Er ist seit Februar 2022 Richter am Bundesgerichtshof.

## Leben und Wirken
Messing trat nach Abschluss seiner juristischen Ausbildung im Oktober 2005 in den höheren Justizdienst des Landes Nordrhein-Westfalen ein und war bei dem Landgericht Hagen und dem Amtsgericht Paderborn tätig. Von Juni 2007 bis März 2008 folgte eine Abordnung in die Verwaltungsabteilung des Oberlandesgerichts Hamm, anschließend bis März 2010 eine Abordnung an die Westfälische Wilhelms-Universität Münster als Richter im Hochschuldienst. Während der Abordnung wurde Messing im November 2008 zum Richter am Landgericht Bochum ernannt. Nach seiner Tätigkeit am Landgericht Bochum und einer Erprobung am Oberlandesgericht Hamm erfolgte eine Abordnung von August 2014 bis Juli 2017 als wissenschaftlicher Mitarbeiter an das Bundesverfassungsgericht. Im Dezember 2014 wurde Messing zum Richter am Oberlandesgericht ernannt. Neben seiner Tätigkeit am Oberlandesgericht Hamm war er seit Januar 2021 mit anteiliger Arbeitskraft als wissenschaftlicher Mitarbeiter an den Verfassungsgerichtshof für das Land Nordrhein-Westfalen abgeordnet.
Nach seiner Ernennung zum Richter am Bundesgerichtshof am 1. Februar 2022 wies das Präsidium Messing dem 4. Strafsenat zu, der vornehmlich für die Revisionen in Strafsachen aus den Bezirken der Oberlandesgerichte Hamm und Zweibrücken sowie für die Revisionen in Verkehrsstrafsachen zuständig ist.